# Skylark (razzo)
Skylark era una famiglia di razzi sonda britannici a propellente solido. Con questa famiglia di razzi, che è stata operativa dal 1957 al 2005, sono stati realizzati 441 lanci.

## Caratteristiche tecniche
La prima versione dello Skylark era composta da un solo stadio, aveva una lunghezza di 7,6 metri e poteva lanciare un carico utile di 45 Kg ad un'altezza di 200 Km. A causa della bassa spinta (per cui accelerava lentamente) e della sua massa ridotta, la versione originale dello Skylark doveva essere lanciata da una torre alta almeno 25 metri per superare gli effetti del vento; la torre inoltre doveva essere girevole, dato che il razzo non aveva un proprio sistema di guida. L'introduzione dell'acceleratore Goldfinch nel 1968 rese possibile per le versioni successive l'utilizzo di una rampa di lancio più corta. Furono anche migliorati i motori e vennero prodotte versioni a due e a tre stadi: ciò permise di aumentare il carico utile dei razzi. Nell'ultima versione, lo Skylark 12 del 1976 (lungo 9,25 metri), ai tre stadi del razzo fu aggiunto un razzo ausiliario e ciò permise a questa versione di lanciare 200 chilogrammi a 575 chilometri di altitudine.

## Varianti e lanci
- Skylark: versione originale monostadio, eseguiti 72 lanci fra il 1957 e il 1971
- Skylark 1: versione a due stadi, eseguiti 21 lanci fra il 1957 e il 1978
- Skylark 2: versione a tre stadi, eseguiti 5 lanci fra il 1958 e il 1989
- Skylark 2C: versione a due stadi, eseguiti 3 lanci fra il 1960 e il 1962
- Skylark 3: versione a due stadi, eseguiti 34 lanci fra il 1964 e il 1977
- Skylark 3AC: versione a due stadi, eseguiti 55 lanci fra il 1965 e il 1978
- Skylark 4: versione a due stadi, eseguiti 4 lanci fra il 1972 e il 1973
- Skylark 4AC: versione a due stadi, eseguiti 5 lanci fra il 1973 e il 1976
- Skylark 5: versione monostadio, eseguiti 2 lanci nel 1962
- Skylark 5C: versione a due stadi, eseguiti 15 lanci fra il 1961 e il 1970
- Skylark 6: versione a due stadi, eseguiti 16 lanci fra il 1968 e il 1990
- Skylark 6AC: versione a due stadi, eseguiti 30 lanci fra il 1969 e il 1979
- Skylark 7: versione a due stadi, eseguiti 72 lanci fra il 1962 e il 2005
- Skylark 7AC: versione a due stadi, eseguiti 11 lanci fra il 1975 e il 1979
- Skylark 7C: versione a due stadi, eseguiti 80 lanci fra il 1962 e il 1971
- Skylark 10: versione a due stadi, eseguito un solo lancio nel 1974
- Skylark 12: versione a tre stadi, eseguiti 14 lanci fra il 1976 e il 1990
- Skylark 12AC: versione a tre stadi, eseguito un solo lancio nel 1979

Le versioni Skylark 8 (a due stadi), Skylark 9 (monostadio) e Skylark 11 (a tre stadi) sono state progettate, ma non sono state costruite.